# Oligia semidiaphana
Oligia semidiaphana là một loài bướm đêm trong họ Noctuidae.